# Rundmynta
Rundmynta (Mentha suaveolens Ehrh.) är en flerårig ört i familjen kransblommiga växter.

## Beskrivning
Rundmynta blir 30 cm – 100 cm hög.
Växten är fertil, men sprider sig även med underjordiska utlöpare och bildar då stora bestånd av genetiskt identiska plantor.
Bladen är skrynkliga med naggade kanter och något håriga. De är 3 – 5 cm långa och 2 – 4 cm breda.
Blommorna bildar 4 – 9 cm långa borstar med skön doft. Färgen är vit eller ljust lila. Blomningen infaller juli — augusti.
Kromosomtalet är vanligen  2n = 24, i sällsynta fall 18, 36 eller 54

### Underarter
- Mentha graveolens ssp. insularis (Req.) R.Vilm. & Barbero
- Mentha rotundifolia ssp. insularis (Req.) Arcang.
- Mentha suaveolens var. bullata (Briq.) Lebeau & J.Duvign.
- Mentha suaveolens var. craspedola Lebeau & J.Duvign.
- Mentha suaveolens var. elongata (Ten.) Lebeau & J.Duvign.
- Mentha suaveolens var. glabrescens (Timb.-Lagr.) Lebeau & J.Duvign.
- Mentha suaveolens ssp. insularis (Req. ex Gren. & Godr.) Greuter
- Mentha suaveolens var. lepteilema (Briq.) Lebeau & J.Duvign.
- Mentha suaveolens var. meduanensis Desegl. & T.Durand) Lebeau & J.Duvaign.
- Mentha suaveolens var. oblongifolia (Strail) Lebeau & J.Duvign.
- Mentha suaveolens var. poaoniensis Heinr.Braun
- Mentha suaveolens var. reverchonii (Rouy) Greuter
- Mentha suaveolens var. serrata (Pérard.) Lebeau & J.Duvaign.
- Mentha suaveolens ssp. suaveolens. Förekommer i Makaronesien och som introducerad art i Nordamerika.
- Mentha suaveolens ssp. timija (Coss. ex Briq.) Harley. Växer i Marocko.
- Mentha suaveolens sep. timija (Briq..) ex Greuter & Burdet

### Hybrider
- Äppelmynta är en korsning med gråmynta, Mentha longifolia (L.) Huds. med vetenskapliga namnet Mentha × rotundifolia.
- Mentha × rotundifolia var. suaveolens (Ehrh.) Briq.
- Hjärtmynta är en korsning med grönmynta, Mentha spicata L. med vetenskapliga namnet Mentha × villosa Huds..
- Grapefruktmynta, Mentha suaveolens × piperata.

## Habitat
Ursprungsområdet är södra och västra Europa, inklusive medelhavsområdet, men växten har sedan spritt sig norrut till Centraleuropa. Även Nordafrika, Turkiet och Kina.
Introducerad i Nya Zeeland.
I Frankrikes bergstrakter når rundmynta 1 600 m ö h.
Rundmynta är sällsynt i Sverige, men finns huvudsakligen i Skåne.

### Utbredningskartor
- Norden
- Norra halvklotet 
  - Ej ursprunglig i Nordamerika

## Biotop
Kulturmark vid gårdar och vägkanter. Fuktigt eller tidvis översvämmad mark. Soligt eller halvskugga. Gynnad av basiska jordar, d.v.s. pH större än 7.

## Innehållsämnen
Från bladen kan en eterisk olja utvinnas med ångdestillation. Oljan är mycket giftig. Det huvudsakliga innehållet listas i nedanstående tabell.
Halten av ingående ämnen varierar stort, alltefter växtlokalen, skördetiden, vädret och andra omständigheter.
| Ämne            | Summaformel | Molvikt (g/mol) |
| --------------- | ----------- | --------------- |
| Gamma-muurolen  | C15H24      | 204,35          |
| Germacren D     | C15H24      | 204,35          |
| Isomenton       | C10H18O     | 154,25          |
| (-)-Karvon      | C10H14O     | 150,2176        |
| Limonen         |             |                 |
| Menton          | C10H18O     | 154,25          |
| Pulegon         |             |                 |
| Piperitenonoxid | C10H14O2    | 166,22          |
| Piperitonoxid   | C10H16O2    | 168,23          |

## Farmakologiska egenskaper
Blåmesen använder bl a rundmynta för att hålla sitt bo fritt från parasiter.
Rundmyntaolja har följande egenskaper:
- Antiseptisk

Har visat sig effektivt mot 19 undersökta bakteriearter och tre svamparter.
- Antioxidant

En fri radikal, som visats påverkbar är 2,2-difenyl-1-pikrylhydrazyl, C18H12N5O6 (DPPH).
- Insekticid

Man har prövat rundmyntaolja för att bekämpa skadedjuret risvivel, Sitophilus oryzae. en skalbaggeart.

## Etymologi
- Släktnamnet Menthe är hämtat från nymfen Mintha, som levde i floden Cocytus i underjorden. Enligt den grekiska mytologien förvandlade hon sig till en mynta, när hon uppvaktades av guden Pluton.
- Artepitetet suaveolens betyder väldoftande och härleds från latin suavis = angenäm och olere = lukta.

## Bilder

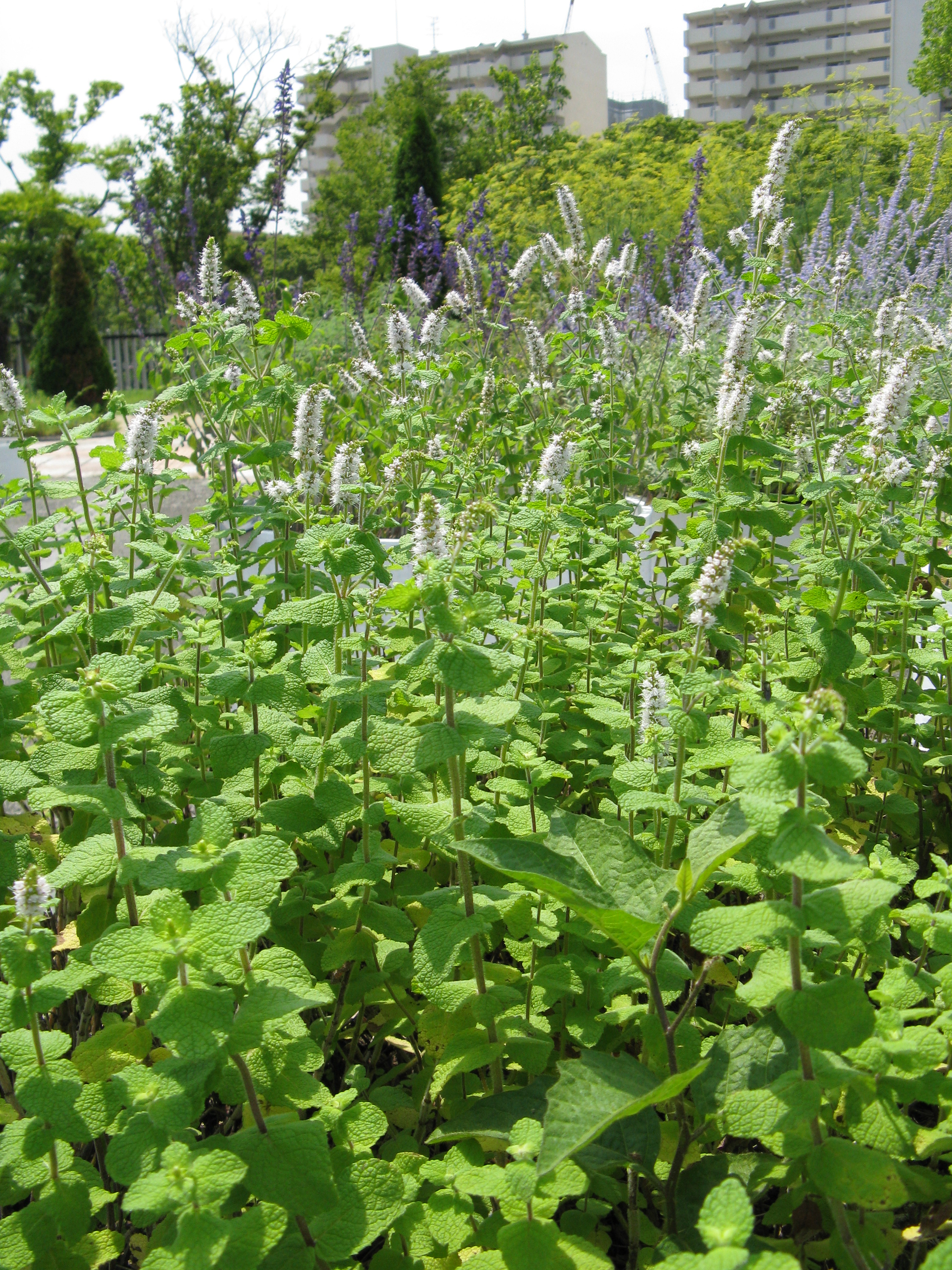
Habitat.
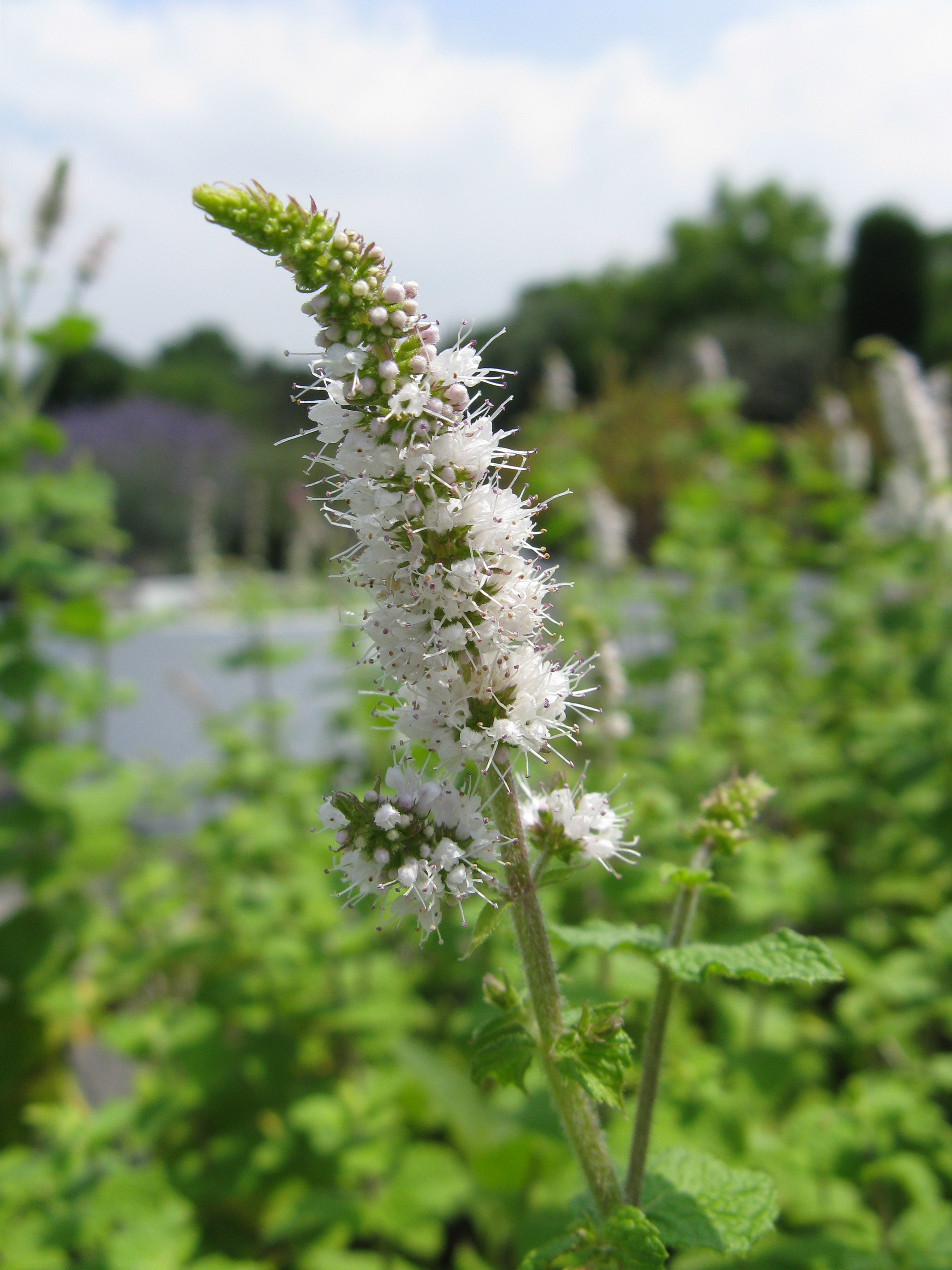
Blomborste Lägg märke till att ståndarna är utskjutande.
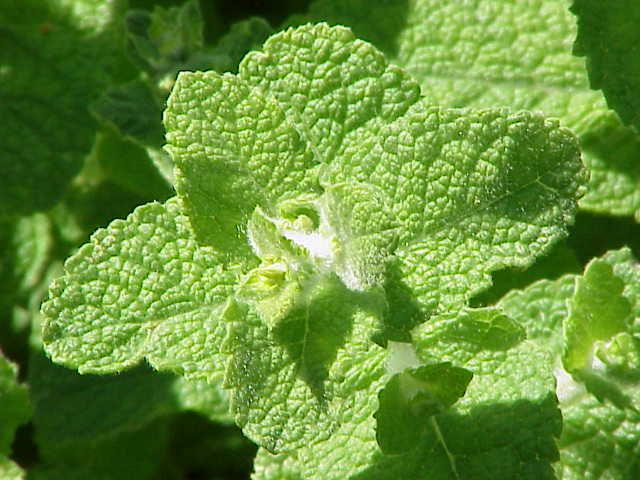
Bladen är skrynkliga.
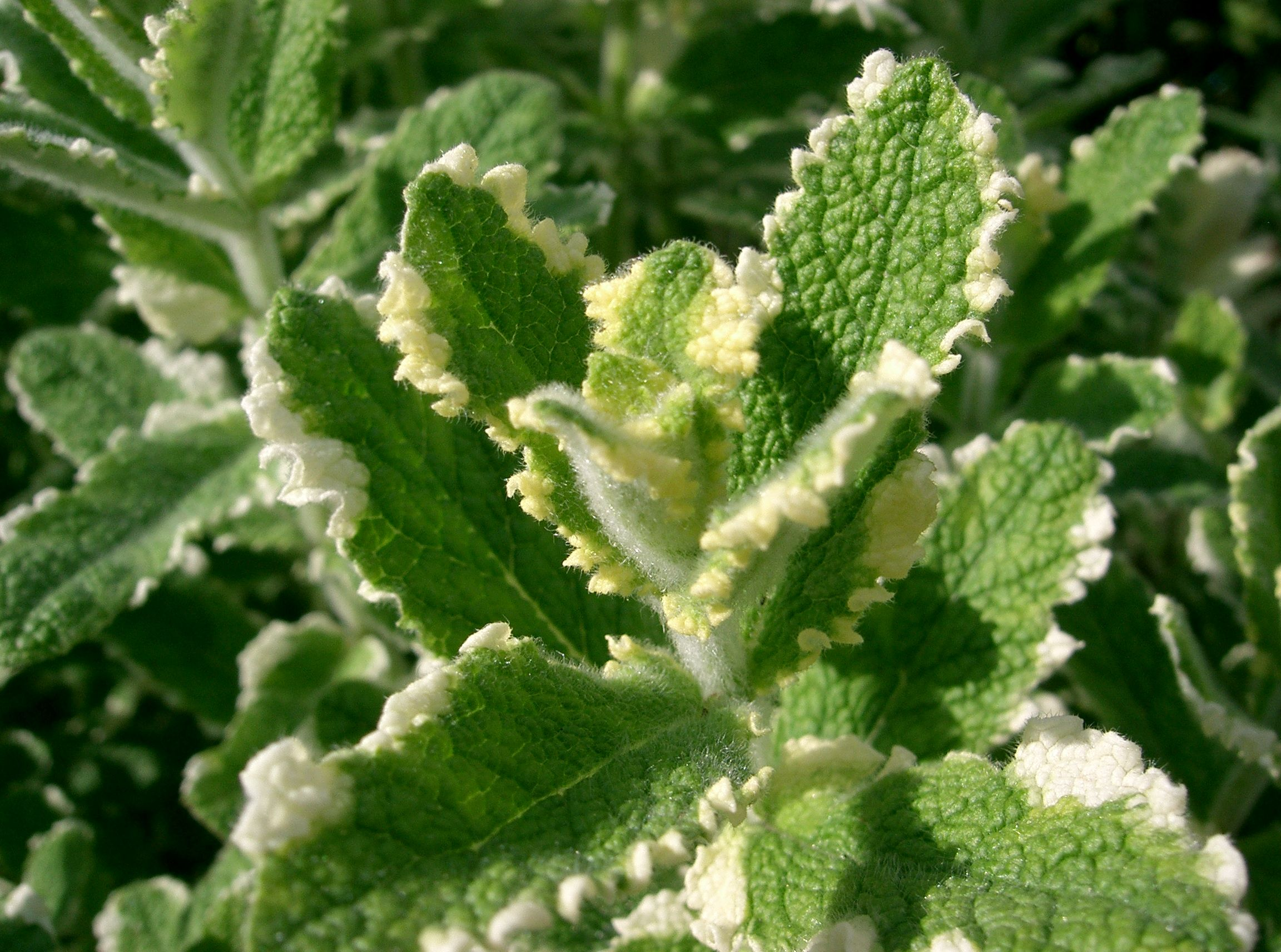
Mentha rotundifolia var variegata.